# Bandera tricolor canària
La bandera tricolor canària és el nom amb què és coneguda la bandera canària blanca, blava i groga amb set estrelles verdes. La bandera en qüestió té una acceptació social quasi unànime per la població canària.
Malgrat que la bandera oficial de la Comunitat Autònoma de Canàries també és una tricolor, aquesta denominació generalment s'usa per a fer referència específicament a la bandera nacionalista. Tant la bandera autonòmica com la tricolor estan inspirades en la bandera creada en 1961 pel moviment nacionalista i d'esquerres Canarias Libre. En 1961 Canarias Libre creà una bandera canària unint els colors de les banderes de Tenerife i Gran Canària utilitzant franges verticals. El disseny s'atribuïx a María del Carmen Sarmiento, Jesús Cantero i Arturo Cantero. Aquesta bandera seria presentada a Teror (Gran Canària), el 4 de setembre, en la vespra de la festivitat de la Mare de Déu del Pi, i seria utilitzada en les reivindicacions del Moviment Canàries Lliure.
Aquesta bandera assoliria una ràpida difusió i acceptació entre la població, encara que ja deslligada de tota reivindicació política. Això explica que aquesta bandera fos acceptada fins i tot per grups de dreta o partidaris d'un estat espanyol centralitzat. El 1964 el Moviment per l'Autodeterminació i Independència de l'Arxipèlag Canari (MPAIAC) va crear una bandera canària amb els colors blanc, blau celeste i groc, i amb set estrelles verdes. Aquesta bandera simbolitzaria al principi «la lluita per la independència i el socialisme». El disseny de la nova bandera és atribuït a Antonio Cubillo, capdavanter del MPAIAC. Aquesta bandera serà l'adoptada pel moviment independentista canari a partir de la segona meitat de la dècada de 1960, i és la que actualment assumeixen la pràctica totalitat de les organitzacions independentistes.
Les set estrelles verdes simbolitzen les set illes Canàries, col·locades en posició circular simbolitzant la igualtat entre les set illes (com a rebuig al plet insular). El color verd simbolitzaria el continent africà. Les estrelles verdes consten de cinc puntes, la qual cosa ha estat interpretada com una simbolització del socialisme (en els anys setanta va arribar a circular, amb molt escassa difusió, una bandera amb les set estrelles de color vermell). El blau, malgrat que teòricament simbolitza el mar, és de to blau cel atès que en un to més fosc gairebé no es distingirien les estrelles.
Posteriorment, aquesta bandera seria adoptada per altres organitzacions polítiques que no es defineixen com a independentistes, com ara Unió del Poble Canari, Partit Comunista de Canàries o Esquerra Unida Canària, així com el sindicat Intersindical Canària. En el III Congrés Nacional de 2005 de Coalició Canària, aquesta formació va adoptar també la bandera de les set estrelles verdes. El seu president, Paulino Rivero, ha arribat a assegurar que seria l'oficial de Canàries si arribessin a governar amb majoria absoluta.
La seva institucionalització, no obstant, ha estat relegada a un segon pla a les formacions polítiques amb representació parlamentaria a Canàries. Els obstacles per aconseguir la seva oficialització, com la recent sentència del Tribunal Suprem que prohibeix exhibir banderes no oficials a l'exterior dels edificis públics, arran de l'exhibició d'aquesta mateixa bandera a la façana de l'Ajuntament de Santa Cruz de Tenerife, tot i considerar-se legal per part del Tribunal Superior de Justícia de Canàries.

## Versions de la bandera

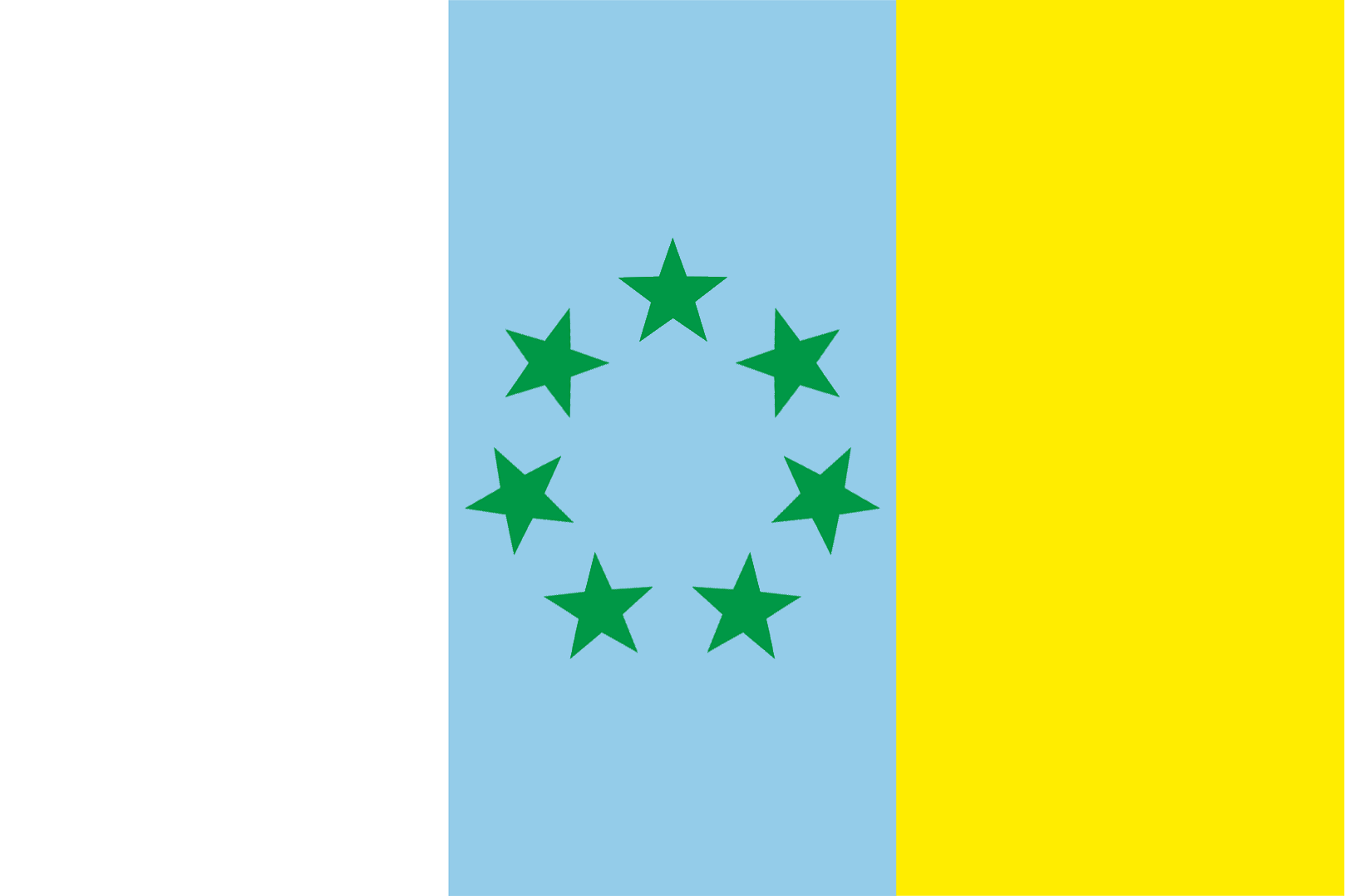
Versió on cap de les puntes dels estels apunta cap al centre de la bandera.
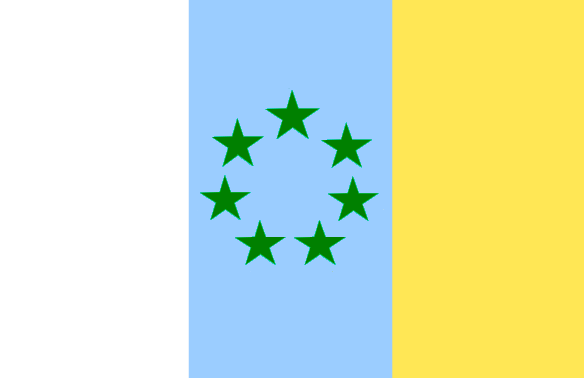
Versió on una de les puntes de cada estel apunta cap amunt.
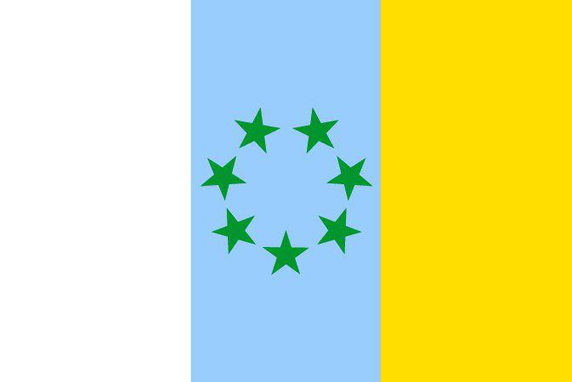
Versió on una de les puntes de cada estel apunta cap al centre de la bandera.
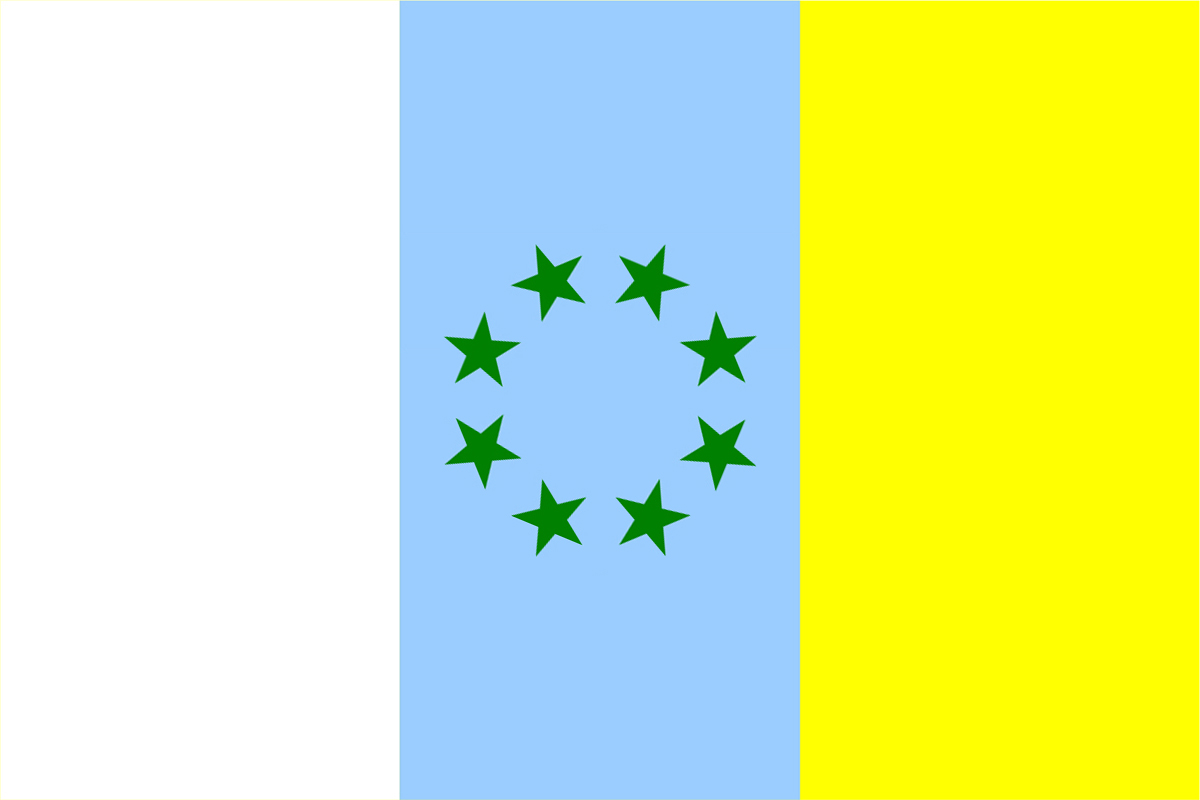
Proposta de bandera amb vuit estels on s'inclou La Graciosa, després que es declarés aquesta com la vuitena illa habitada de les Canàries.
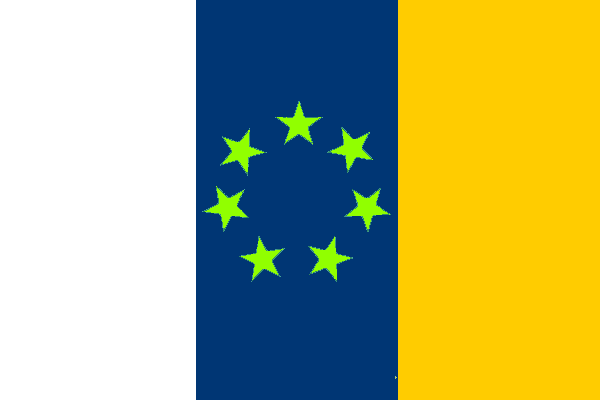
Proposta de bandera amb franja central blau marí i estels verd clar.